# 후쿠다촌 (효고현)
후쿠다촌(福田村)은 효고현 가토군에 있던 촌이다. 현재의 가토시 남서단 및 오노시 후루카와정・오쿠보정에 해당한다.